# 科隆巴赫
科隆巴赫是德国最受欢迎的啤酒品牌之一。科隆巴赫口味圆滑香甜，并且有特殊的啤酒花气味。 

## 历史
1803年，伯恩哈德·沙德贝格(Bernhard Schadeberg)创建了科隆巴赫品牌，其后该品牌所有权在沙德贝格家族内流传至今。

## 位置

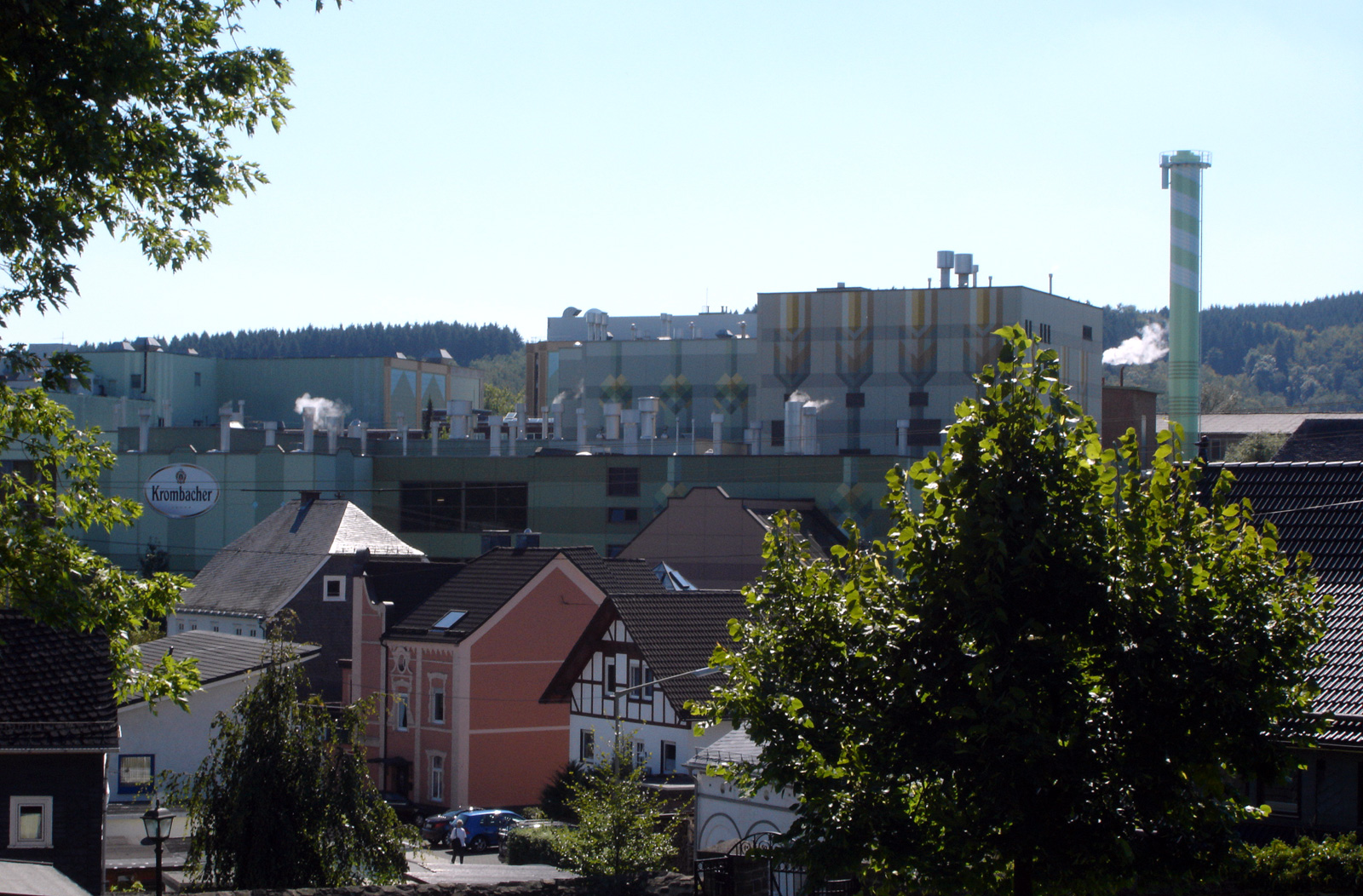
科隆巴赫啤酒厂

克穆巴什位于德国席根(Siegen)附近克劳茨陶的小城，位于被部分德国人称做锡格兰(Siegerland)的地区。席根兰位于德国北莱茵-威斯特法伦的东南部。小城克穆巴什位于红发山脉脚下。这里正是酿酒所用泉水的产地。

## 产品
科隆巴赫生产五种饮料产品：
- 科隆巴赫皮尔森 (The Krombacher Pils)，传统的皮尔森啤酒；
- 莱茵醇 (The Rhenania Alt)，黑啤酒；
- 科隆巴赫Radler (The Krombacher Radler)，由50%皮尔森和50%柠檬汁调配的酒；
- 科隆巴赫无酒精 (The Krombacher non-alcoholic)，无酒精啤酒。
- 科隆巴赫Cab (The Krombacher Cab)，由皮尔森，可乐和火龙果香料调成的酒。

## 出口
2003年，该公司官方公布的出口报告如下：
- 46%销往意大利
- 18%销往西班牙
- 5%销往希腊
- 5%销往俄罗斯
- 4%销往瑞士
- 3%销往免关税地区
- 3%销往荷兰
- 3%销往英国
- 2%销往韩国

- 11%销往其他地区